# Novosemenivka, Apostolove
Novosemenivka (în ucraineană Новосеменівка) este un sat în comuna Perșe Travnea din raionul Apostolove, regiunea Dnipropetrovsk, Ucraina.

## Demografie
Componența lingvistică a localității Novosemenivka
     Ucraineană (99,13%)
     Alte limbi (0,87%)
Conform recensământului din 2001, majoritatea populației localității Novosemenivka era vorbitoare de ucraineană (99,13%), existând în minoritate și vorbitori de alte limbi.